# 北光社駅

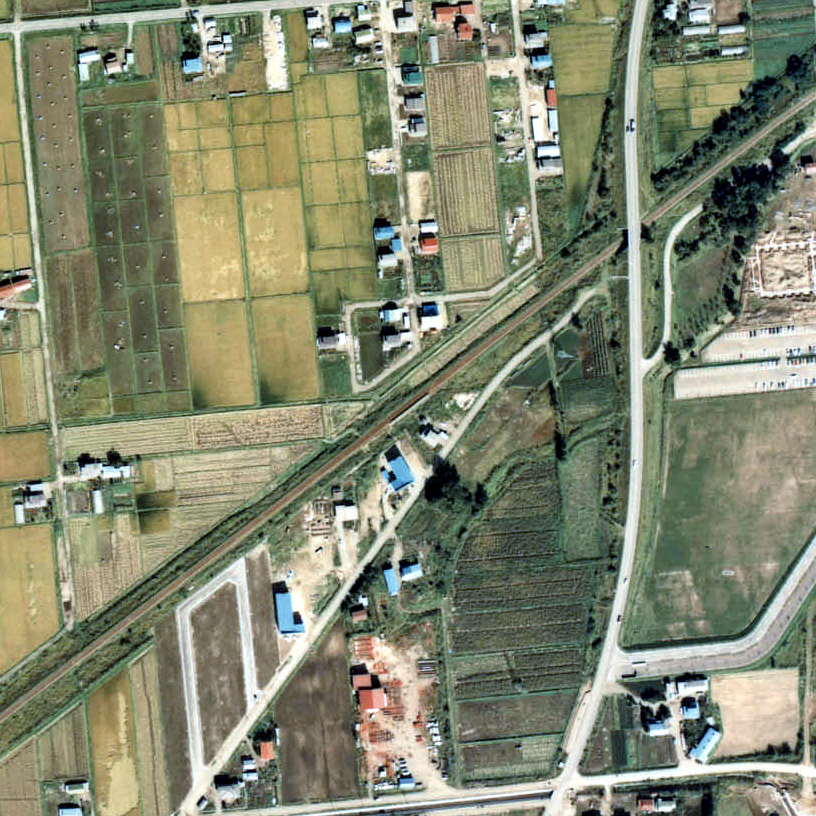
1977年、国鉄池北線時代の北光社駅と周囲500 m範囲。右上が北見方面。仮乗降場スタイルの簡易型ホームのみで、周囲に待合室は見当たらない。前後に踏切が無く、駅裏からは畦道から伸びて線路を横切る様な踏み跡が見える。駅表も民家の庭先を通る路地が繋がっているだけで判り難い。

北光社駅（ほっこうしゃえき）は北海道北見市北上にあった北海道ちほく高原鉄道ふるさと銀河線の駅（廃駅）である。国鉄・JR北海道池北線時代の電報略号はホシ。事務管理コードは▲120501。

## 歴史

### 年表
- 1948年（昭和23年）5月：運輸省網走本線の北光社仮乗降場（局設定）として設置[1]。
- 1949年（昭和24年）6月1日：公共企業体である日本国有鉄道に移管。
- 1959年（昭和34年）11月1日：駅に昇格[1]。旅客のみ取扱い[1]。
- 1961年（昭和36年）4月1日：池田駅 - 北見間を池北線に改称。同線所属となる。
- 1987年（昭和62年）4月1日：国鉄分割民営化により北海道旅客鉄道に継承[1]。
- 1989年（平成元年）6月4日：北海道ちほく高原鉄道に転換[1]。
- 2006年（平成18年）4月21日：ふるさと銀河線廃線により廃止。

### 駅名の由来
高知県より坂本直寛らが参加し入植したキリスト教系移民団体「北光社」に因む。

## 駅構造
単式ホーム1面1線を有する地上駅。駅舎はなく簡素なホームのみが設けられていた。無人駅であった。

## 駅周辺
住宅地である。
- 北海道道27号北見津別線
- 北海商科大学北見キャンパス（旧・北海学園北見大学）
- 北光八幡神社
- 北海道糖業北見製糖所
- 北海道北見バス「北光社」停留所

## 隣の駅
北海道ちほく高原鉄道
ふるさと銀河線
上常呂駅 - 北光社駅 - 北見駅